# Slug (Triebfahrzeug)

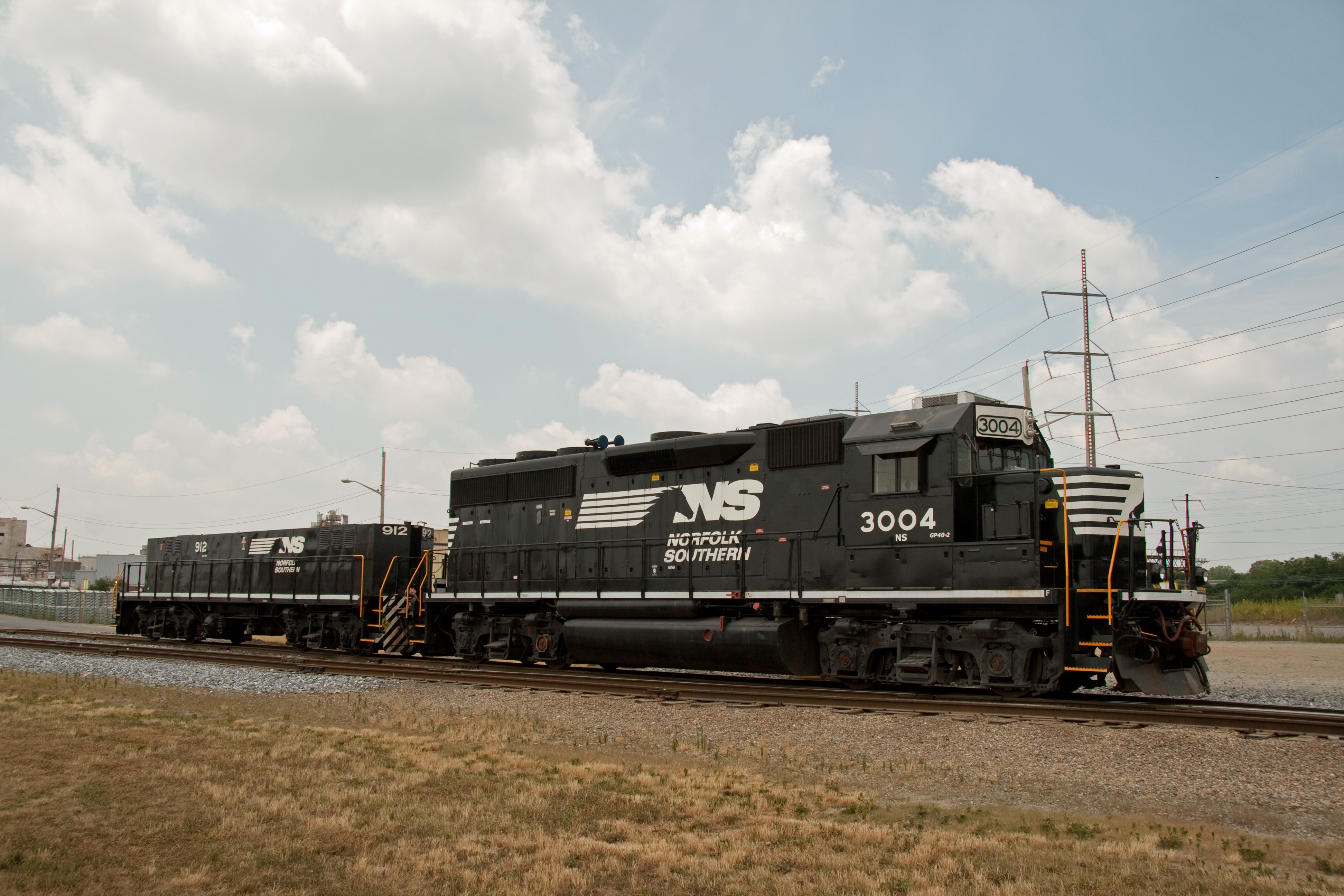
Nordamerika: GP40-2 der Norfolk Southern (NS) mit Slug

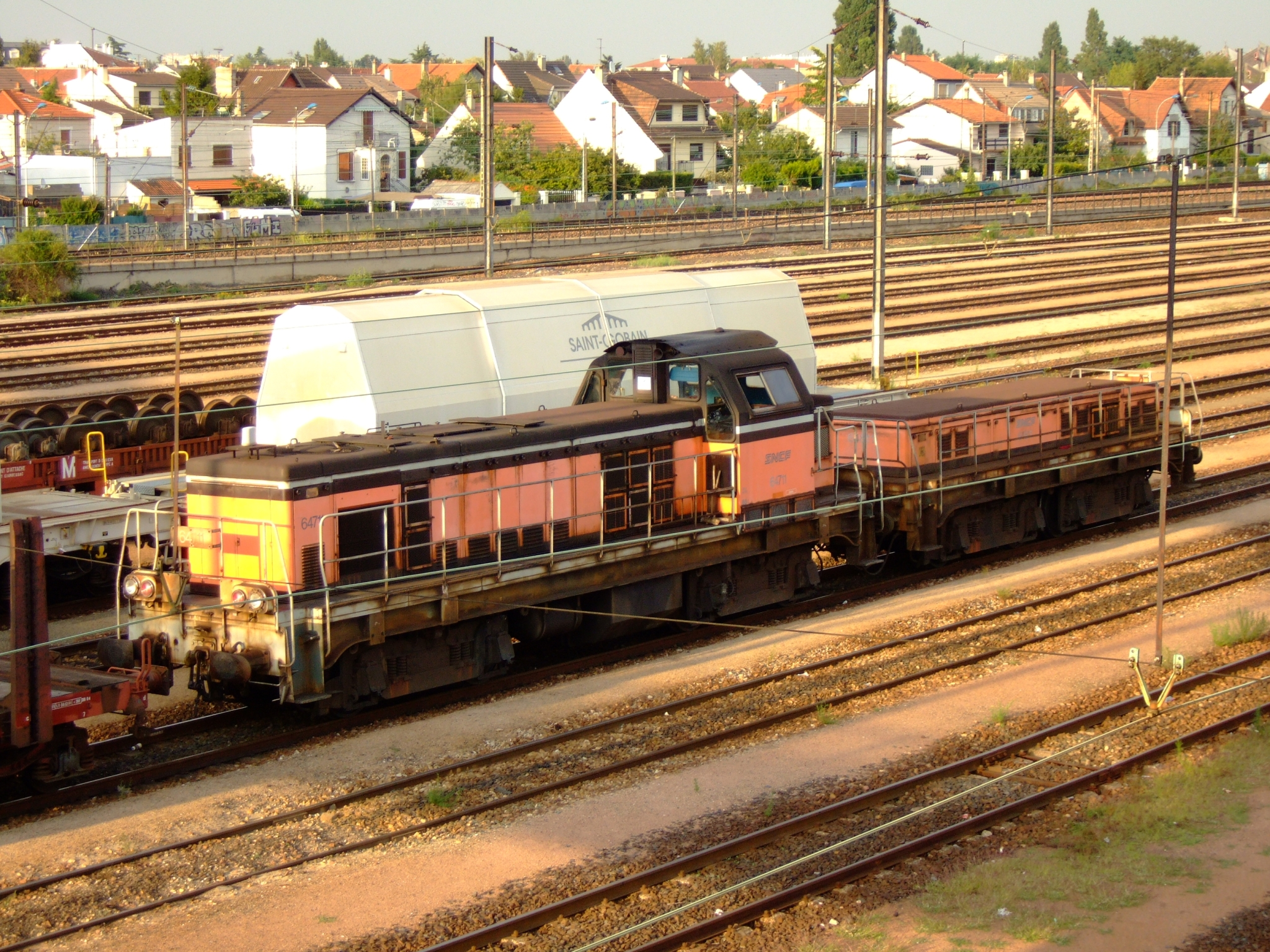
Frankreich: SNCF BB 64711 mit Truck moteur der Baureihe TBB 64800

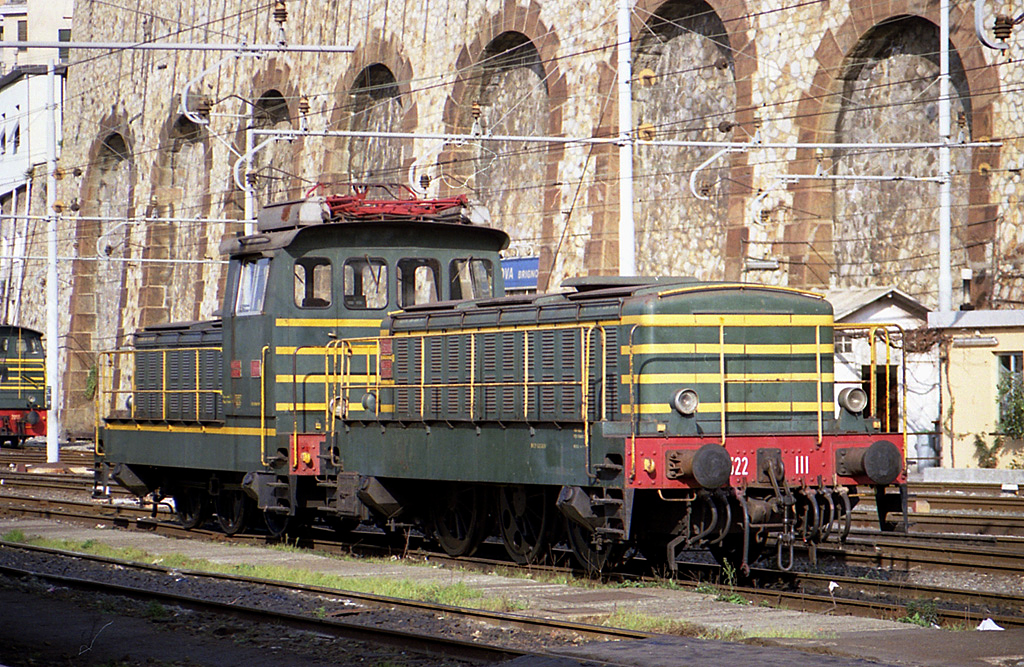
Italien: Elektrische Rangierlokomotive FS E.321 mit Rimorchio motore E.322.111

Ein Slug (englisch für ‚Schnecke‘), Auxiliaire de traction (kanadisches Französisch für ‚Traktionshilfe‘), Truck moteur, kurz Truck, (französisches Französisch für ‚Motorwagen‘ oder ‚Motordrehgestell‘) oder Rimorchio motore (italienisch für ‚Motoranhänger‘) ist ein elektrisches Triebfahrzeug, das nur mit Fahrmotoren ausgestattet ist, aber den Strom von einer Lokomotive bezieht. Der Slug muss deshalb immer mit einer Lokomotive gekuppelt sein und bildet mit dieser eine Einheit, die mehr Zugkraft zur Verfügung stellen kann als die Lokomotive alleine. Diese Einheiten werden typischerweise in Rangierbahnhöfen eingesetzt, wo hohe Zugkräfte bei niederen Geschwindigkeiten notwendig sind, wo die Zugkraft der Lokomotive nicht durch die Leistung des Dieselmotors, sondern durch die Übertragung auf die Schiene beschränkt ist. 
Ein Slug ist im Prinzip eine stark vereinfachte Lokomotive, die nur aus dem auf dem Fahrwerk mit den Fahrmotoren besteht. In den Aufbauten befinden sich die elektrischen Apparate zum Betrieb der Fahrmotoren und die Kühllüfter, sowie der Ballast, der das Reibungsgewicht auf das Niveau der Lokomotive erhöht, damit das Fahrzeug die Zugkraft auf die Schienen bringt. Der Slug ist mit normalen Zug- und Stoßvorrichtungen ausgerüstet, sodass er mit den Wagen des Bahnbetriebs gekuppelt werden kann. Zusätzlich hat der Slug Kabel für die Stromzufuhr von der Lokomotive. Die elektrische Energie für die Fahrmotoren wird von der gekuppelten, in Amerika als Mother, bezeichneten Lokomotive bezogen. Dies ist meist eine dieselelektrische Lokomotive, kann aber auch eine Elektrolokomotive sein.